# Raionul Ciîhîrîn, Cerkasî
Ciîhîrîn (în ucraineană Чигиринський район, transliterat: Ciîhîrînskîi raion) este un raion în regiunea Cerkasî, Ucraina. Reședința sa este orașul Ciîhîrîn.

## Demografie
Componența lingvistică a raionului Ciîhîrîn
     Ucraineană (95,46%)
     Rusă (3,63%)
     Alte limbi (0,73%)
Conform recensământului din 2001, majoritatea populației raionului Ciîhîrîn era vorbitoare de ucraineană (95,46%), existând în minoritate și vorbitori de rusă (3,63%).